# Светско првенство у атлетици на отвореном 2001 — 10.000 метара за жене
Дисциплина 10.000 метара за жене на 8. Светском првенству у атлетици на отвореном 2001. одржано је 7. августа на Комонвелт стадиону у Едмонтону, Канада.
Титулу освојену у у Севиљи 1999. бранила је Гете Вами из Етиопије.

## Земље учеснице
У такмичењу је учествовало 24 такмичарке из 17 земаља.
| 1. Грчка (1) 2. Еквадор (1) 3. Етиопија (4) 4. Јапан (3) | 1. СР Југославија (1) 2. Канада (1) 3. Литванија (1) 4. Мароко (1) | 1. Норвешка (1) 2. Португалија (1) 3. Румунија (1) 4. Русија (2) | 1. САД (2) 2. Уједињено Краљевство (1) 3. Украјина (1) 4. Француска (1) 5. Шпанија (1) |

## Освајачи медаља
| Освајачи медаља |               |           |  |  |  |  |
|                 |               |           |  |  |  |  |
|                 |               |           |  |  |  |  |
|                 |               |           |  |  |  |  |
| Дерарту Тулу    | Берхане Адере | Гете Вами |  |  |  |  |
| Етиопија        | Етиопија      | Етиопија  |  |  |  |  |

## Рекорди
Списак рекорда у трци на 10.000 метара пре почетка светског првенства 3. августа 2001. године:
| Рекорди пре почетка Светског првенства 2001. | Рекорди пре почетка Светског првенства 2001. | Рекорди пре почетка Светског првенства 2001. | Рекорди пре почетка Светског првенства 2001. | Рекорди пре почетка Светског првенства 2001. | Рекорди пре почетка Светског првенства 2001. |
| -------------------------------------------- | -------------------------------------------- | -------------------------------------------- | -------------------------------------------- | -------------------------------------------- | -------------------------------------------- |
| Олимпијски рекорд                            | Дерарту Тулу                                 | Етиопија                                     | 30:17,49                                     | Сиднеј, Аустралија                           | 30. септембар 2000.                          |
| Светски рекорд                               | Ванг Ђунсја                                  | Кина                                         | 29:31,78                                     | Пекинг, Кина                                 | 8. септембар 1993.                           |
| Рекорд светских првенстава                   | Гете Вами                                    | Етиопија                                     | 30:24,56                                     | Севиља, Шпанија                              | 26. август 1999.                             |
| Најбољи резултат сезоне                      | Пола Радклиф                                 | Велика Британија                             | 30:55,80                                     | Баракалдо, Шпанија                           | 7. април 2001.                               |
| Афрички рекорд                               | Дерарту Тулу                                 | Етиопија                                     | 30:17,49                                     | Сиднеј, Аустралија                           | 30. септембар 2000.                          |
| Азијски рекорд                               | Ванг Ђунсја                                  | Кина                                         | 29:31,78                                     | Пекинг, Кина                                 | 8. септембар 1993.                           |
| Северноамерички рекорд                       | Адријана Фернандез Миранда                   | Мексико                                      | 31:10,12                                     | Баракалдо, Шпанија                           | 1. јул 2000.                                 |
| Јужноамерички рекорд                         | Кармен Оливеира                              | Бразил                                       | 31:47,76                                     | Штутгарт, Немачка                            | 21. август 1993.                             |
| Европски рекорд                              | Ингрид Кристијансен                          | Норвешка                                     | 30:13,74                                     | Осло, Норвешка                               | 5. јул 1986.                                 |
| Океанијски рекорд                            | Лиса Мартин-Ондиеки                          | Аустралија                                   | 31:11,72                                     | Хелсинки, Финска                             | 30. јун 1992.                                |

### Најбољи резултати у 2001. години
Десет најбржих атлетичарки у 2001. години на 10.000 метара, пре почетка светског првенства (3. августа 2001) заузимало је следећи пласман.
| 1.  | Пола Радклиф         | Велика Британија | 30:55,80 | 7. април  |
| 2.  | Наталија Беркут      | Украјина         | 31:22,76 | 2. јул    |
| 3.  | Ирина Микитенко      | Немачка          | 31:29,55 | 7. април  |
| 4.  | Људмила Бикташева    | Русија           | 31:30,6  | 8. јул    |
| 5.  | Берхане Адере        | Етиопија         | 31:32,70 | 17. јун   |
| 6.  | Ајелеч Ворку         | Етиопија         | 31:38,08 | 17. јун   |
| 7.  | Реститута Џозеф Кеми | Танзанија        | 31:38,18 | 17. јун   |
| 8.  | Такако Которида      | Јапан            | 31:41,32 | 22. април |
| 9.  | Лија Малот           | Кенија           | 31:41,74 | 17. јун   |
| 10. | Веркнеш Кидане       | Етиопија         | 31:43,41 | 17. јун   |
|     |                      |                  |          |           |
|     | Оливера Јевтић       | СР Југославија   |          |           |

Такмичарке чија су имена подебљана учествовале су на СП.

## Сатница
| Датум           | Време | Коло   |
| --------------- | ----- | ------ |
| 7. август 2001. | 21:05 | Финале |

Сва времена су по локалном времену (UTC-8)

## Резултати

### Финале
Такмичење је одржано 7. августа 2001. године у 21:05 по локалном времену.,
| Пласман | Атлетичарка            | Земља                | ЛР       | ЛРС      | Резултат | Белешке |
| ------- | ---------------------- | -------------------- | -------- | -------- | -------- | ------- |
|         | Дерарту Тулу           | Етиопија             | 30:17,49 |          | 31:48,81 |         |
|         | Берхане Адере          | Етиопија             | 30:51,30 | 31:32,70 | 31:48,85 |         |
|         | Гете Вами              | Етиопија             | 30:22,48 |          | 31:49,98 |         |
| 4.      | Пола Радклиф           | Уједињено Краљевство | 30:26,97 | 30:55,80 | 31:50,06 |         |
| 5.      | Михаела Марија Прундус | Румунија             | 31:45,06 | 31:45,06 | 32:03,46 |         |
| 6.      | Људмила Петрова        | Русија               | 31:52,75 | 32:10,0  | 32:04,94 | ЛРС     |
| 7.      | Asmae Leghzaoui        | Мароко               | 31:59,21 |          | 32:06,35 |         |
| 8.      | Yamna Oubouhou         | Француска            | 32:05,98 | 32:05,98 | 32:09,21 |         |
| 9.      | Харуко Окамото         | Јапан                | 31:50,39 | 31:50,39 | 32:14,56 |         |
| 10.     | Људмила Бикташева      | Русија               | 31:30,6  | 31:30,6  | 32:18,64 |         |
| 11.     | Дина Кастор            | САД                  | 31:51,05 | 32:05,14 | 32:18,65 |         |
| 12.     | Оливера Јевтић         | СР Југославија       | 31:29,65 |          | 32:19,44 |         |
| 13.     | Мизуки Ногучи          | Јапан                | 31:51,13 | 31:51,13 | 32:19,94 |         |
| 14.     | Астер Демисие          | Етиопија             | 31:57,49 | 31:57,49 | 32:25,81 |         |
| 15.     | Тереса Ресио           | Шпанија              | 31:43,80 | 32:29,11 | 32:30,56 |         |
| 16.     | Хрисостомија Јаковоу   | Грчка                | 32:34,87 |          | 32:31,46 | НР, ЛР  |
| 17.     | Наталија Беркут        | Украјина             | 31:22,76 | 31:22,76 | 32:32,68 |         |
| 18.     | Гунхилд Хале-Хауген    | Норвешка             | 31:47,89 |          | 32:33,72 |         |
| 19.     | Мари Озаки             | Јапан                | 31:50,56 | 31:50,56 | 32:39,17 |         |
| 20.     | Тина Конели            | Канада               | 32:21,27 | 32:32,52 | 33:00,37 |         |
| 21.     | Ана Диас               | Португалија          | 31:39,52 | 32:20,48 | 33:03,78 |         |
| 22.     | Џенифер Рајнс          | САД                  | 31:58,34 | 32:20,03 | 33:11,22 |         |
| 23.     | Инга Јуодешкиене       | Литванија            |          |          | 33:11,60 |         |
| 24.     | Марија Паредес         | Еквадор              | 36:51,0  |          | 35:44,52 | ЛР      |

### Пролазна времена
| Дистанца | Атлетичарка    | Земља     | Резултат |
| -------- | -------------- | --------- | -------- |
| 1.000 м  | Анико Калович  | Мађарска  | 2:59,62  |
| 2.000 м  | Јингђе Суен    | Кина      | 6:03,41  |
| 3.000 м  | Јингђе Суен    | Кина      | 8:59,93  |
| 4.000 м  | Јингђе Суен    | Кина      | 12:00,16 |
| 5.000 м  | Лорна Киплагат | Холандија | 15:06,53 |
| 6.000 м  | Лорна Киплагат | Холандија | 18:07,25 |
| 7.000 м  | Берхане Адере  | Етиопија  | 21:08,18 |
| 8.000 м  | Веркнеш Кидане | Етиопија  | 24:11,02 |
| 9.000 м  | Лорна Киплагат | Холандија | 27:14,06 |